# Тракийски събор
Тракийски събор е общо наименование на организирани масови мероприятия, главно в градове в Южна България, посветени на културата и историята на тракийските българи.
Играят голяма роля за съхраняване на паметта за гоненията в Тракия против българското население на Източна Тракия и Западна Тракия (намиращи се днес съответно в Северозападна Турция и Североизточна Гърция), станали причина за тяхното масово преселване в Северна Тракия (в днешна България).
Организират се от местни тракийски дружества и общини със съдействие на съответните общини. Голяма част от програмата на съборите съставляват изпълнения на фолклорни професионални ансамбли, самодейни групи и изпълнители.
Такива събори се провеждат в Бургас, Ямбол, Кърджали, Поморие, и други градове в България.